# Northrop F-5
F-5 là một gia đình máy bay tiêm kích siêu âm hạng nhẹ hai động cơ được sử dụng rộng rãi, do hãng Northrop tại Hoa Kỳ thiết kế và chế tạo bắt đầu vào thập kỷ 1960. Hàng trăm chiếc F-5 vẫn đang hoạt động trong biên chế một số lực lượng không quân trên thế giới đầu thế kỷ XXI, và F-5 cũng được dùng làm mẫu cho một số thiết kế máy bay khác.
Dự án F-5 bắt đầu trong một chương trình máy bay tiêm kích hạng nhẹ do hãng Northrop đầu tư vào thập kỷ 1950. Thế hệ đầu tiên là F-5A Freedom Fighter (Chiến sĩ đấu tranh cho tự do) bắt đầu hoạt động vào thập kỷ 1960. Trên 800 chiếc đã được chế tạo cho đến năm 1972 tại các quốc gia đồng minh của Hoa Kỳ trong thời gian diễn ra cuộc Chiến tranh Lạnh. Mặc dù Không quân Hoa Kỳ không có nhu cầu đối với một máy bay tiêm kích hạng nhẹ, nhưng F-5 vẫn được sử dụng trong vai trò huấn luyện và khoảng 1.200 chiếc T-38 Talon được phát triển từ khung của F-5 đã được chế tạo cho vai trò huấn luyện.
Thế hệ thứ hai F-5E Tiger II được cải tiến cũng được sử dụng chính trong các nước đồng minh của Mỹ nhưng với số lượng giới hạn, những chiếc F-5E hoạt động trong hàng không quân sự Mỹ với nhiệm vụ làm máy bay huấn luyện và đóng giả làm máy bay đối phương; F-5E Tiger II đã được chế tạo trên 1.400 chiếc mọi phiên bản, việc sản xuất kết thúc vào năm 1987. Rất nhiêu chiếc F-5 khác hiện vẫn đang tiếp tục hoạt động trong thập kỷ 1990 và 2000, sau khi trải qua rất nhiều chương trình nâng cấp nhằm đáp ứng nhu cầu trong môi trường chiến đấu luôn thay đổi. F-5 cũng được phát triển thành một phiên bản trinh sát chuyên dụng có tên RF-5 Tigereye.

## Thiết kế và phát triển

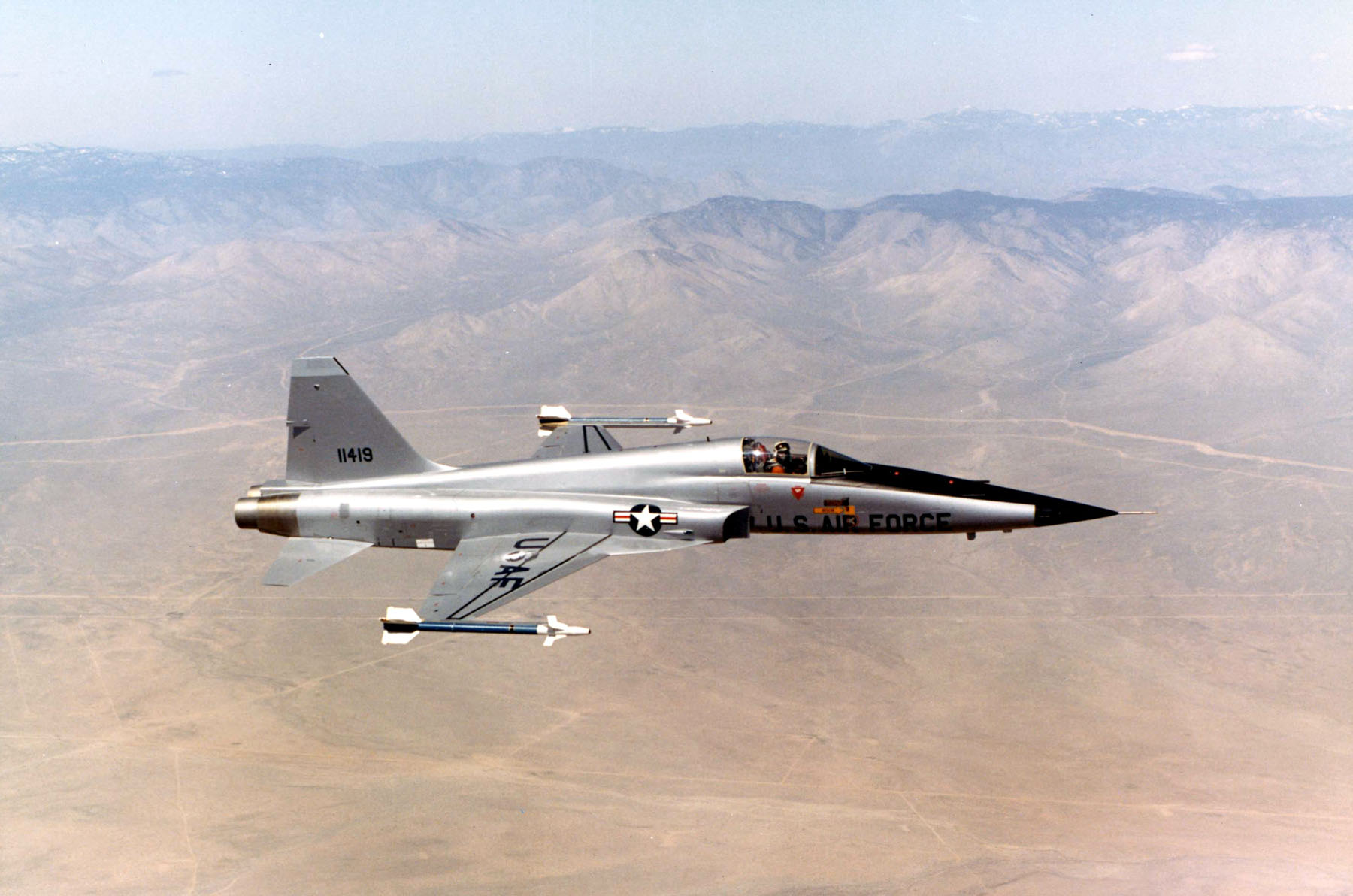
F-5E Tiger II thuộc không quân Mỹ

Thiết kế đầu tiên của Northrop (có tên gọi N-156) là một máy bay tiêm kích giá thành thấp, chi phí bảo dưỡng nhỏ, do đó chỉ có một thị trường nhỏ cho loại máy bay như vậy. Nó được thiết kế gồm hai động cơ là phiên bản đốt nhiên liệu phụ trội của động cơ General Electric J85. Ban đầu, đây là động cơ được thiết kế cho mẫu máy bay không người lái làm mồi nhử McDonnell ADM-20 Quail mang bởi B-52 Stratofortress. Yêu cầu đòi hỏi một động cơ rất nhỏ để tăng thêm tỷ lệ lực đẩy/khối lượng. Lục quân Hoa Kỳ đã bày tỏ sự quan tâm tới mẫu thử N-156 để sử dụng cho vai trò hỗ trợ mặt đất, nhưng việc vận hành máy bay cánh cố định lại được Không quân Hoa Kỳ đảm nhận chính. Không quân không đồng ý sử dụng N-156 mà cũng không cho phép lục quân sử dụng máy bay như máy bay chiến đấu cánh cố định (tương tự trường hợp C-7 Caribou).
Khi Chương trình Hỗ trợ Quân đội dưới thời tổng thống John F. Kennedy cần một máy bay tiêm kích giá thành thấp để cung cấp cho các quốc gia phát triển chậm, N-156F đã được xem xét, và sau đó trở thành F-5A. Nó có tên gọi như vậy do hệ thống tên gọi máy bay quân chủng thống nhất Hoa Kỳ 1962, hệ thống này bao gồm đặt lại tên gọi máy bay tiêm kích (General Dynamics F-111 là số hiệu lớn nhất khi các máy bay với tên gọi bắt đầu bằng P/F đi vào hoạt động với trình tự đặt tên cũ).
F-5 tỏ ra là một máy bay chiến đấu thành công cho đồng minh của Mỹ, nhưng chưa bao giờ được biên chế vào các đơn vị tiền tuyến của Mỹ vì quyền ưu tiên khác nhau của các quân chủng trong quân đội Mỹ. Không quân Mỹ chấp nhận phiên bản huấn luyện T-38 Talon dùng khung của F-5, chúng được coi như một trong những máy bay huấn luyện siêu âm đầu tiên, và thiết kế này là điểm xuất phát cho YF-17, mẫu thiết kế này sau đó đã phát triển thành F/A-18 Hornet. Dù F-5 là một máy bay tiêm kích hạng nhẹ sử dụng một động cơ, mà động cơ này được sử dụng cho máy bay không người lái làm mồi nhử, nhưng hậu duệ của nó là F/A-18E/F Super Hornet lại là một máy bay đa chức năng tương đối nặng.
Việt Nam cũng đã cung cấp cho Liên Xô những chiếc máy bay chiến đấu F-5. Loại máy bay này đã được sử dụng rộng rãi trong những chuyến bay để đánh giá Mig-21bis và Mig-23 nhằm phát hiện những điểm yếu của máy bay Mig và cuối cùng là hỗ trợ cho quá trình phát triển chiếc Mig-23MLD và Mig-29.

## Lịch sử hoạt động

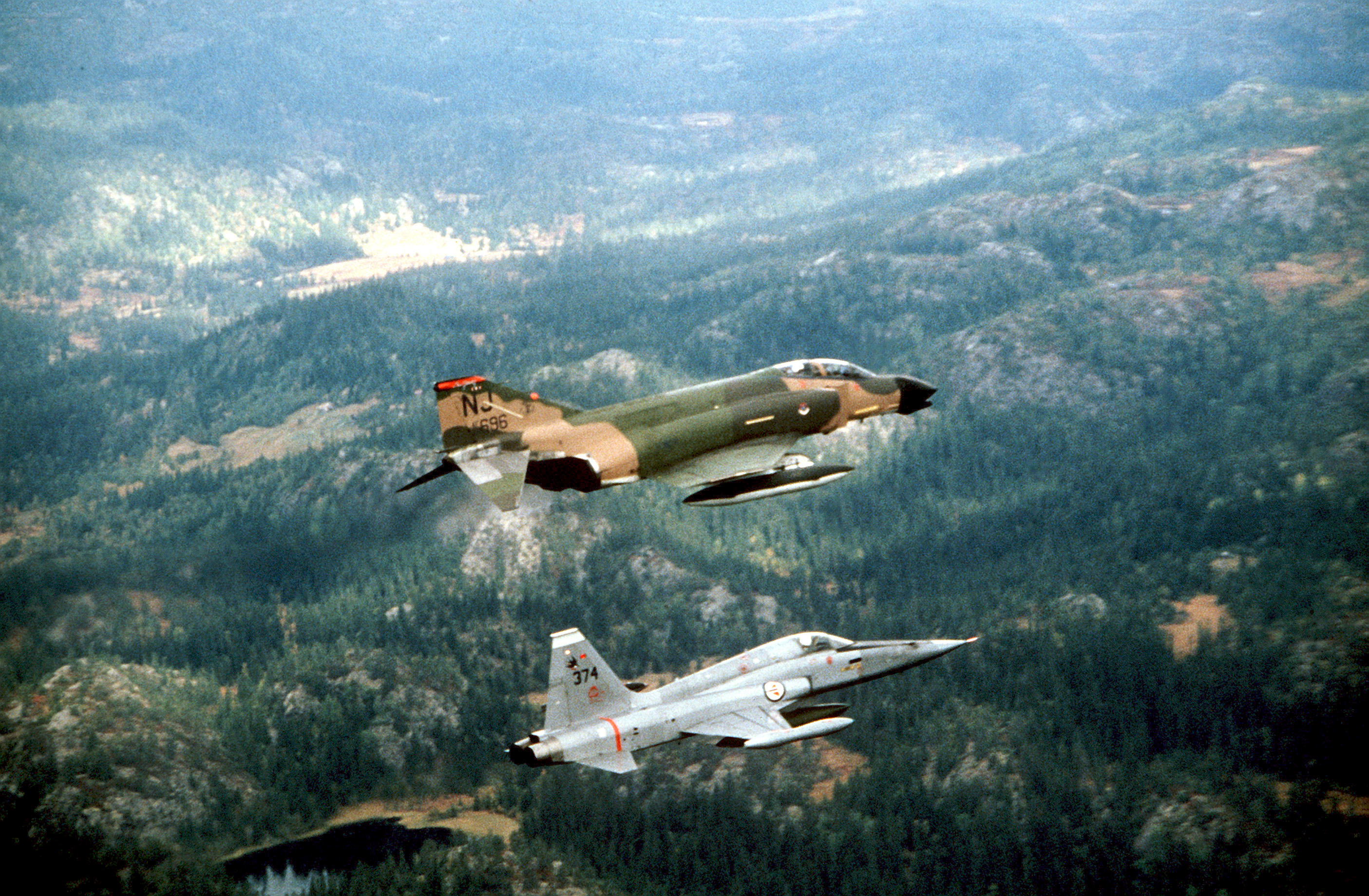
F-4 Phantom II thuộc Không lực Vệ binh Quốc gia New Jersey bay cùng với một chiếc F-5A Freedom Fighter thuộc Không quân Hoàng gia Na Uy trong một cuộc tập trận vào năm 1982

Hợp đồng sản xuất F-5A đầu tiên được thực hiện vào năm 1962, những đơn đặt hàng đầu tiên của các nước khác bắt đầu từ Không quân Hoàng gia Na Uy vào tháng 2-1964. Đã có 636 chiếc F-5A được chế tạo cho đến khi việc sản xuất kết thúc vào năm 1972. Đi cùng với đó là 200 chiếc F-5B hai chỗ. Chúng được sử dụng để làm máy bay huấn luyện.
Không quân Hoa Kỳ đã đánh giá khả năng không chiến của F-5A trong chương trình Skoshi Tiger vào năm 1965. 12 chiếc đã được cung cấp để thử nghiệm trong Không đoàn Tiêm kích Chiến thuật 4503 (sau này là Phi đội Tiêm kích Biệt kích 10 - FCS 10) với tên gọi chỉ định là F-5C. Những máy bay này đã tham gia chiến đấu tại các nhiệm vụ trong Chiến tranh Việt Nam, chúng thực hiện khoảng 3.500 lần xuất kích từ sân bay quân sự tại Biên Hòa, miền Nam Việt Nam đây là các máy bay thuộc Không đoàn Tiêm kích Chiến thuật số 3. Hai chiếc đã mất trong không chiến. Chương trình này đã không tồn tại lâu, nó giống như một cử chỉ chính trị hơn là sự cân nhắc nghiêm túc của chính phủ Mỹ.
Sau chương trình đánh giá Skoshi Tiger, Không quân Philippines đã mua 23 chiếc gồm các mẫu F-5A và F-5B vào năm 1965. Những máy bay này cùng với những chiếc F-8 Crusader đã thay thế những chiếc F-86 Sabre trong vai trò phòng không và tấn công mặt đất. 

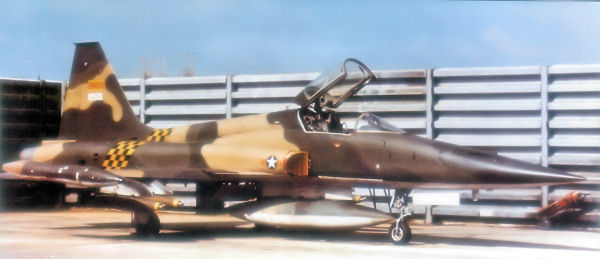
F-5C thuộc Không lực Việt Nam Cộng hòa tại Căn cứ không quân Biên Hòa, 1971

Những chiếc F-5C thuộc FCS 10 còn lại sau đó được chuyển cho Không quân Việt Nam Cộng hòa cho vai trò tấn công mặt đất, trước đó chỉ có A-37 Dragonfly và A-1 Skyraider thực hiện vai trò này. Tổng thống của Việt Nam Cộng hòa đã yêu cầu trang bị những chiếc tiêm kích hạng nặng F-4 Phantom II nhưng bị Mỹ từ chối. Trong suốt chiến tranh, Không quân Việt Nam Cộng hòa chủ yếu thực hiện các nhiệm vụ ném bom mặt đất chống lại Quân Giải phóng Miền Nam Việt Nam chứ không tham gia trận không chiến nào (Quân Giải phóng không có máy bay vũ trang tham chiến tại miền Nam Việt Nam như MiG hay các loại khác). Điều hài hước là khi phi công Nguyễn Thành Trung, một điệp viên của Quân Giải Phóng Miền Nam Việt Nam, thực hiện đảo ngũ, đã lái một chiếc F-5E ném bom Dinh Độc Lập vào ngày 8 tháng 4 năm 1975.
Tổng cộng đã có 265 chiếc F-5 được Mỹ cung cấp cho Không lực VNCH. Trong số này, quá nửa đã bị tiêu diệt trước khi chiến tranh kết thúc. Sau chiến thắng năm 1975, Quân đội nhân dân Việt Nam đã tịch thu được 87 chiếc F-5A và 27 chiếc F-5E.
Những chiếc F-5 này sau chiến tranh Việt Nam còn được sử dụng trong Chiến tranh Biên giới Tây-Nam trong các phi vụ ném bom chống lại quân Khmer Đỏ. Khi thực hiện ném bom, mỗi chiếc F-5 có thể tải được 3,2 tấn vũ khí, gồm 2 dàn LAU-10 với 4 đạn rocket 127mm hoặc 2 dàn Matra với 18 rocket 68mm; hoặc nó có thể mang bom không điều khiển Mk-80 series, bom chùm CBU, bom napan...
Nhìn vào một số góc độ về kích thước và khả năng cơ động của F-5, nó có thể sẽ là một đối thủ thiết kế đối với MiG-21 có cùng kích thước trong không chiến; tuy nhiên, học thuyết quân sự của Mỹ lại chú trọng đến các máy bay tầm xa, hạng nặng và nhanh hơn như F-105 Thunderchief và F-4 Phantom II để tham chiến tại Miền Bắc Việt Nam. Một vài chiếc F-5 là hàng tồn kho từ Chiến tranh Việt Nam đã được gửi cho Ba Lan và Liên Xô, phục vụ mục đích nghiên cứu công nghệ hàng không của Mỹ , trong khi những chiếc khác đã rút khỏi hoạt động và trưng bày trong các bảo tàng tại Việt Nam.
Trong xung đột Việt Nam-Thái Lan dọc theo biên giới Campuchia giai đoạn 1982-1988, một số nguồn cho biết F-5 của Thái Lan đã bắn hạ 1 chiếc máy bay vận tải An-26 của Việt Nam. Trong các cuộc không chiến sau đó giữa F-5 của Thái Lan và MiG-21 của Việt Nam, 7 chiếc F-5 của Thái Lan đã bị bắn hạ trong khi Việt Nam không có tổn thất.
Vài chiếc F-5 và F-5E dư thừa đã được bán cho các nhà sưu tập tư nhân.

### F-5E/F Tiger II

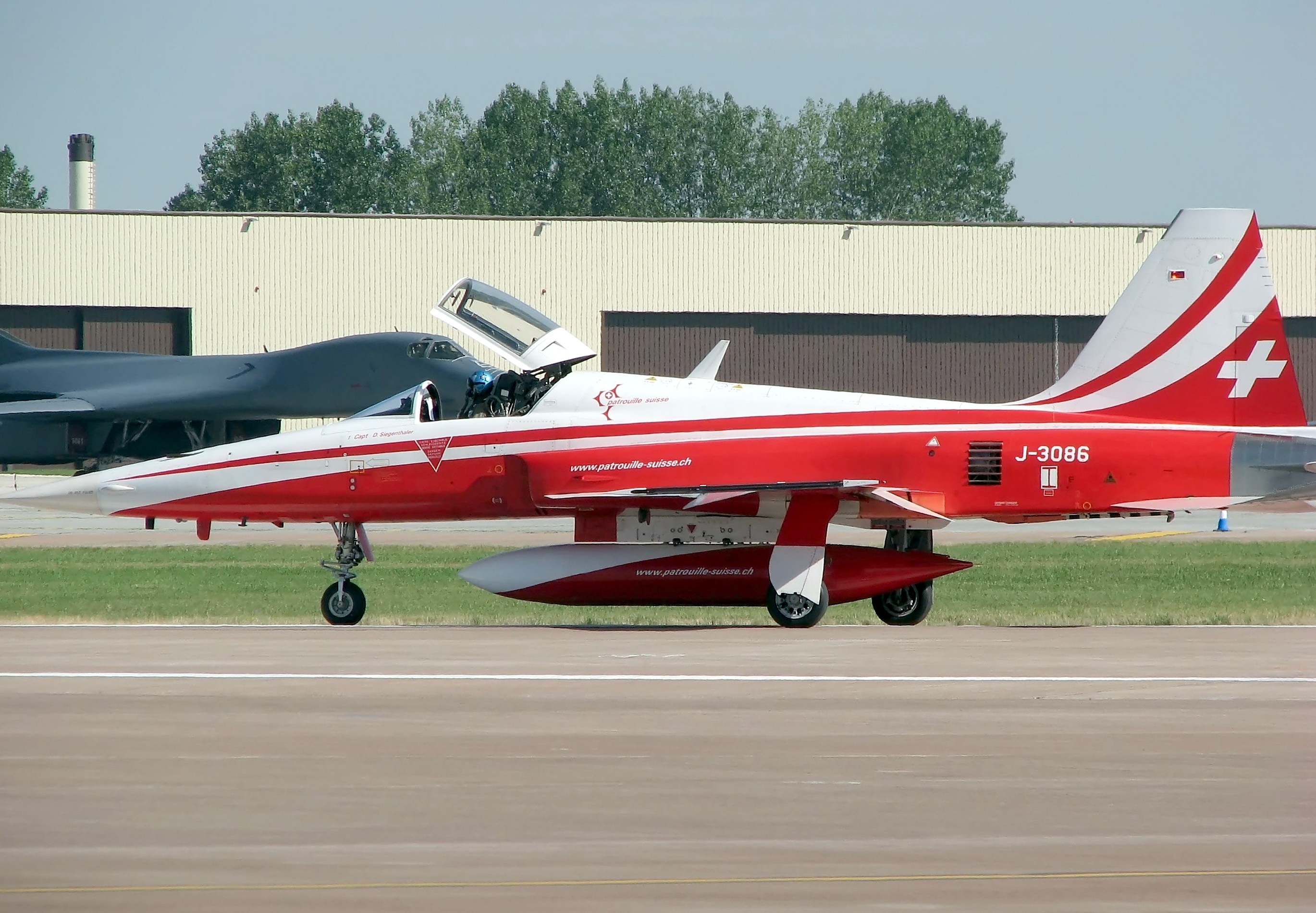
F-5E thuộc đội biểu diễn Patrouille Suisse.

Vào năm 1970, hãng Northrop đã chiến thắng trong một cuộc cạnh tranh nhằm giành hợp đồng cải tiến Máy bay Tiêm kích Quốc tế (IFA) nằm thay thế những chiếc F-5A. Và kết quả là một mẫu máy bay cải tiến mang tên ban đầu là F-5A-21, sau này trở thành F-5E. Nó lớn hơn và dài hơn, diện tích cánh được làm tăng lên và hệ thống điện tử hàng không tinh vi hơn, lúc đầu nó được lắp radar Emerson AN/APQ-153 (F-5 A/B không có radar). Có vài cấu hình điện tử hàng không khác nhau phù hợp với từng yêu cầu của các khách hàng nước ngoài. Một phiên bản huấn luyện hai chỗ có khả năng chiến đấu cũng được chế tạo mang tên F-5F. Không giống như F-5B không được trang bị các khẩu pháo, F-5F giữ lại một khẩu pháo M39 ở phần mũi, mặc dù số lượng đạn có giảm xuống. F-5F trang bị radar Emerson AN/APQ-157, đây là một sản phẩm phát triển từ AN/APQ-153, với hệ thống điều khiển kép và màn hình hiển thị cho hai phi công trên máy bay, và radar này có tầm hoạt động tương đương với AN/APQ-153, khoảng 10 hải lý. Một phiên bản trinh sát mang tên RF-5E Tigereye, với khối cảm biến ở mũi thay thế cho radar và khẩu pháo cũng được chế tạo.
Những chiếc F-5 gần đây đã được nâng cấp radar thành loại Emerson AN/APG-69, là radar kế vị của AN/APQ-159, nó trang bị khả năng vẽ bản đồ, tuy nhiên, đa số quốc gia lại quyết định không nâng cấp vì lý do tài chính, và radar này chỉ hoạt động rất giới hạn trong các phi đội đóng giả máy bay địch của Không quân Mỹ và Không quân Thụy Sĩ.
F-5E dần dần mang cái tên không chính thức là Tiger II. F-5E trải qua nhiều chương trình nâng cấp trong thời gian hoạt động, và cải tiến có giá trị lớn nhất là trang bị radar mảng hai chiều Emerson AN/APQ-159 với tầm hoạt động khoảng 20 hải lý, thay thế cho radar AN/APQ-153. Những chương trình nâng cấp radar tương tự cũng được dự định thực hiện trên F-5F, với những radar bắt nguồn từ AN/APQ-159 là AN/APQ-167, thay thế radar AN/APQ-157, nhưng nó chưa vào giờ được thực hiện.
Hãng Northrop đã chế tạo 792 chiếc F-5E, 140 chiếc F-5F và 12 chiếc RF-5E. Ngoài ra các nước khác cũng sản xuất F-5 theo giấy phép nhượng quyền sản xuất, Malaysia đã chế tạo chiếc 56 F-5E/F cộng 5 chiếc RF-5E, họ đang có kế hoạch bán những máy bay này sau khi nâng cấp chúng; Thụy Sĩ đã chế tạo 90 chiếc F-5E/F, hiện nay chúng đang hoạt động tại Áo theo dạng cho mượn, nhằm lấp chỗ trống trong khi phi đội Saab Draken ngừng hoạt động và những máy bay Eurofighter Typhoon chưa được cung cấp; Hàn Quốc chế tạo 68 chiếc; và Đài Loan chế tạo 308 chiếc.

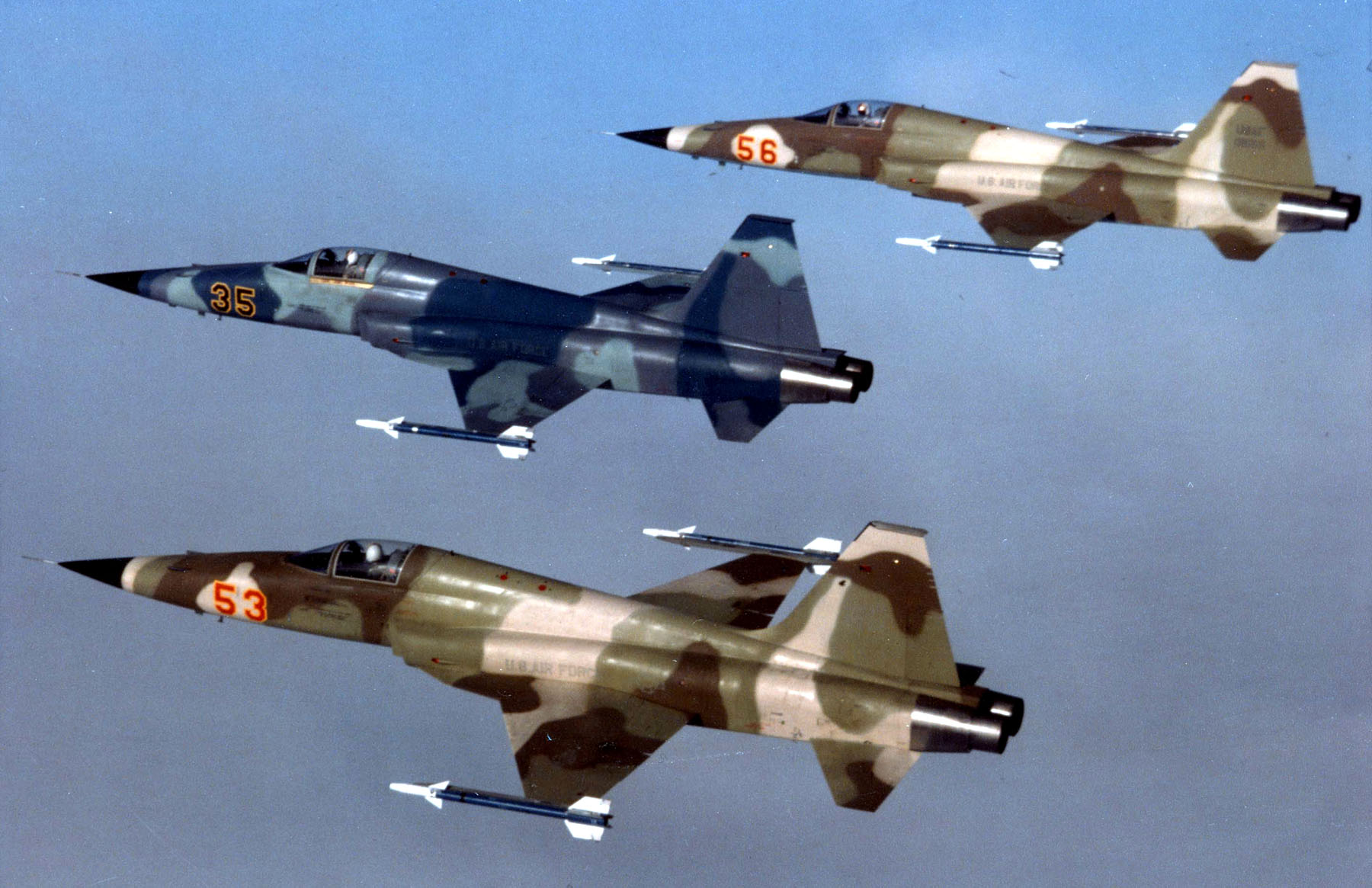
F-5 đóng giả làm máy bay đối phương

Những phiên bản F-5 khác vẫn còn đang tiếp tục hoạt động trong không quân rất nhiều quốc gia. Singapore đã có xấp xỉ 49 chiếc F-5 hiện đại hóa có tên F-5S (một chỗ) và F-5T (hai chỗ). Việc nâng cấp bao gồm radar GRIFO mới, nâng cấp buồng lái với màn hình hiển thị đa chức năng và khả năng tương thích với tên lửa không đối không Rafael Python và AIM-120 AMRAAM.
Những chương trình nâng cấp tương tự đã được thực hiện tại Chile và Brasil với sự giúp đỡ của Elbit. F-5 nâng cấp của Chile có tên gọi F-5 Plus, trang bị radar Elta 2032 mới và những cải tiến khác. Chương trình F-5 của Brazil với tên gọi F-5M (Modernized - Hiện đại hóa), trang bị tên lửa Python V kết hợp với hệ thống hiển thị trên mũ DASH và radar GRIFO mới, những màn hình hiển thị trong buồng lái mới và hệ thống dẫn đường điện tử. F-5M của Brazil cũng được trang bị tên lửa Derby của Israel và có thể hoạt động trong môi trường BVR (ngoài tầm nhìn của phi công). Trong cuộc tập trận đa quốc gia Cruzex 2006, F-5M có tỷ lệ bắn hạ ba chiếc Dassault Mirage 2000 khi sử dụng tên lửa Derby, với sự hỗ trợ của máy bay AEW Embraer R-99 trang bị radar AESA, nó đã cung cấp thông tin cho F-5M bằng đường truyền liên kết dữ liệu.
Những chương trình nâng cấp F-5 khác cũng được thực hiện trong Không quân Hoàng gia Thái Lan bởi Israel với tên gọi F-5T Tigris, nó được trang bị tên lửa Python 3 và 4 (với hệ thống tín hiệu hiển thị trên mũ phi công DASH). Không giống như những chiếc F-5 khác đã qua cải tiến, những chiếc F-5T của Thái Lan không sử dụng tên lửa BVR.
Một chiếc F-5E của NASA đã được sửa đổi hình dạng thân để tham gia vào chương trình Shaped Sonic Boom Demonstration

### Hoa Kỳ
Dù Mỹ không sử dụng F-5 cho vai trò máy bay chiến đấu tiền tuyến, nó đã được sử dụng để đóng giả máy bay đối phương (OPFOR) cho vai trò huấn luyện vì kích thước nhỏ và có hiệu suất khá tương đồng với MiG-21 của Liên Xô.
F-5E hoạt động trong Không quân Mỹ từ năm 1975 đến năm 1990, chủ yếu chúng hoạt động trong Phi đội đóng giả máy bay đối phương số 64 và 65 tại Căn cứ không quân Nellis tại Nevada, và trong phi đội đóng giả máy bay đối phương số 527 tại Căn cứ không quân Hoàng gia Anh Alconbury tại Vương quốc Anh và phi đội đóng giả máy bay đối phương số 26 tại Căn cứ không quân Clark tại Philippines. Thủy quân lục chiến Mỹ cũng đã sử dụng những chiếc F-5 cũ từ không quân vào năm 1989 để thay thế những chiếc F-21 của mình. Chúng được biên chế trong phi đội VMFT-401 tại Trạm không lực thủy quân lục chiến Yuma, phi đội F-5 tiếp tục được hiện đại hóa với những chiếc F-5N mua từ Thụy Sĩ. Hải quân Mỹ sử dụng những chiếc F-5E tại Trường huấn luyện vũ khí chiến đấu hải quân tại căn cứ Miramar, trong các phi đội VF-127, VF-43 và VF-45. Hiện nay, chỉ có duy nhất phi đội VFC-13 của hải quân sử dụng F-5 tại căn cứ Fallon, Nevada và phi đội VFC-111 tại căn cứ Key West, Florida.

## Các phiên bản

### Phiên bản một chỗ

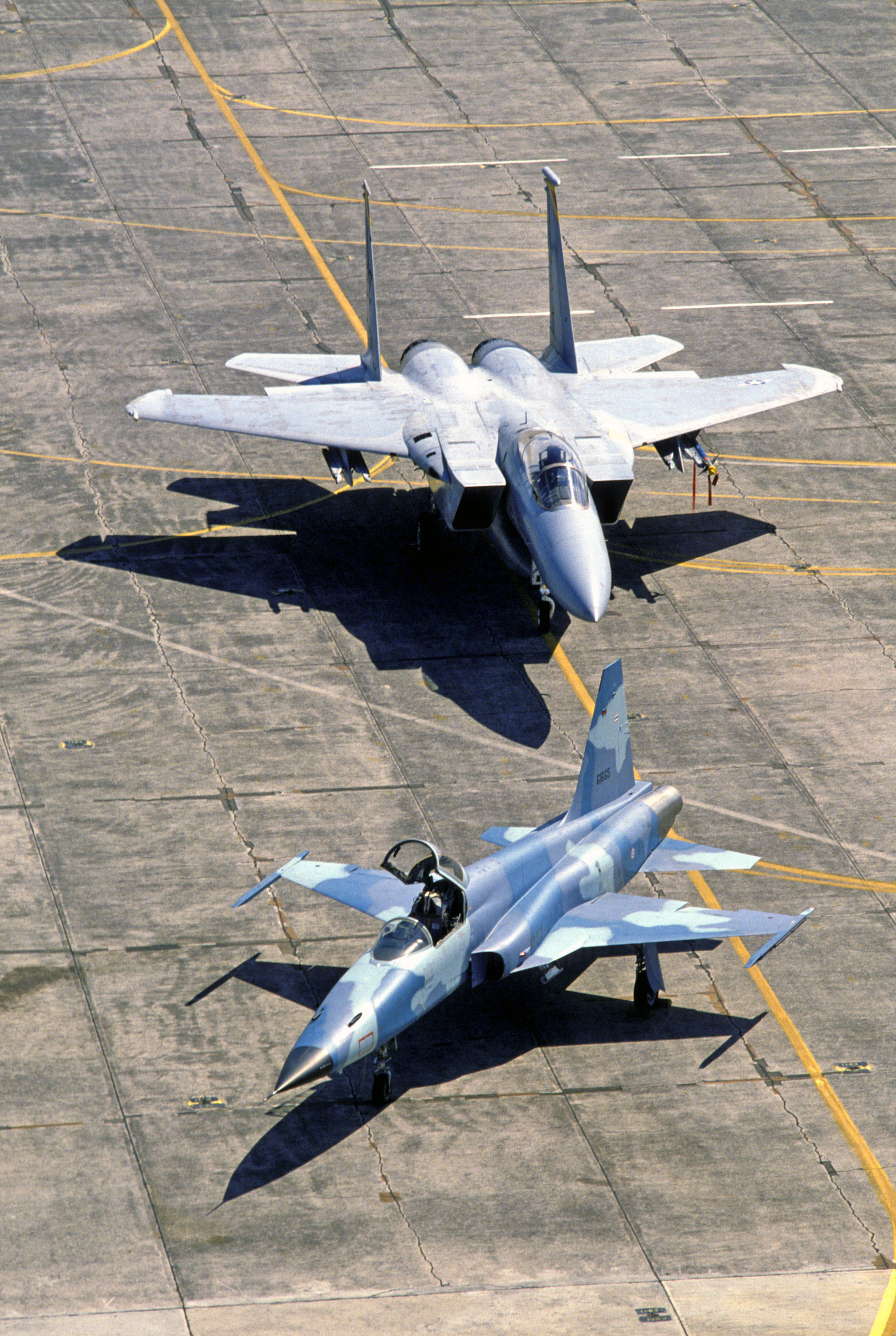
F-5 và F-15 không quân Mỹ

N-156FNguyên mẫu tiêm kích một chỗ. 3 chiếc được chế tạo.
YF-5A3 nguyên mẫu được chuyển cho Không quân Mỹ với tên gọi YF-5A.
F-5APhiên bản tiêm kích một chỗ.
F-5A (G)Phiên bản tiêm kích một chỗ của F-5A cho Không quân Hoàng gia Na Uy.
XF-5ATên gọi cho một chiếc F-5A thử nghiệm tĩnh.
F-5C Skoshi Tiger12 chiếc F-5A Freedom Fighter được thử nghiệm bởi không quân Mỹ trong 4 tháng rưỡi tại Việt Nam.
F-5E Tiger IIPhiên bản tiêm kích một chỗ.
F-5E Tiger IIIPhiên bản nâng cấp của F-5E cho Không quân Chile.
F-5F Tiger IIPhiên bản tiêm kích một chỗ cho Không quân Tunisia
F-5GTên gọi tạm thời lúc đầu cho F-20A Tigershark.
F-5NF-5E cũ của Không quân Thụy Sĩ bán cho Hải quân để làm máy bay mồi nhử, dự định thay thế những chiếc F-5E trong hải quân và thủy quân lục chiến Mỹ trong vai máy bay đối phương, hoạt động đến năm 2015.
F-5SPhiên bản nâng cấp của F-5E cho Không quân Cộng hòa Singapore. Có thể mang tên lửa AIM-120 AMRAAM.
F-5T TigrisPhiên bản nâng cấp của F-5E chho Không quân Hoàng gia Thái Lan bởi Israel.
F-5EMPhiên bản nâng cấp của F-5E cho Không quân Brasil.

### Phiên bản trinh sát
RF-5APhiên bản trinh sát một chỗ của máy bay tiêm kích F-5A.
RF-5A (G)Phiên bản trinh sát một chỗ của F-5A cho Không quân Hoàng gia Na Uy.
RF-5E TigereyePhiên bản trinh sát một chỗ của F-5E. RF-5E Tigereye được xuất khẩu cho Ả Rập Xê Út, Iran và Malaysia.
RF-5E TigergazerPhiên bản trinh sát một chỗ nâng cấp của F-5E. Tigergazer hiện đang hoạt động tại Đài Loan.
RF-5S TigereyePhiên bản trinh sát một chỗ của F-5S cho Không quân Cộng hòa Singapore.

### Phiên bản hai chỗ

F-5T của Thái Lan

F-5-21
Tên gọi tạm thời lúc đầu cho YF-5B.
YF-5B
Một chiếc F-5B trang bị động cơ General Electric J85-GE-21 5.000 lb s.t (2.268 kg), và sử dụng như một nguyên mẫu cho F-5E Tiger II.
F-5B
Phiên bản huấn luyện hai chỗ.
F-5B(G)
Phiên bản huấn luyện hai chỗ của F-5B cho Không quân Hoàng gia Na Uy.
F-5D
Phiên bản huấn luyện không chế tạo.
F-5F Tiger II
Phiên bản huấn luyện hai chỗ.
F-5F Tiger III
Phiên bản huấn luyện hai chỗ nâng cấp của F-5F cho Chile.
F-5T
Phiên bản huấn luyện nâng cấp của F-5F cho Singapore.
F-5FM
Phiên bản huấn luyện nâng cấp của F-5F cho Brasil.

### Phiên bản nước ngoài

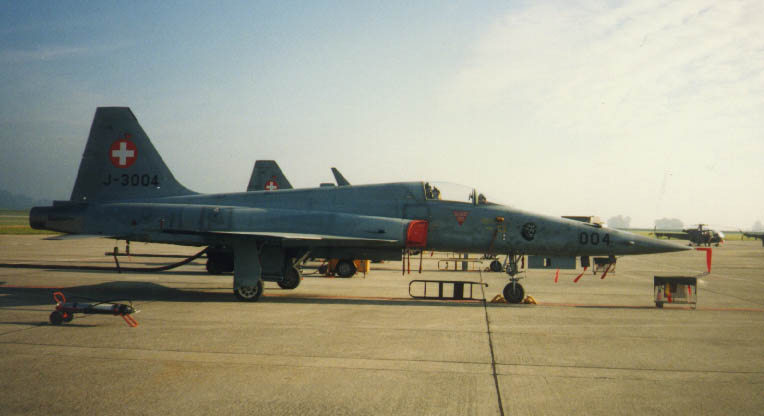
F-5 Thụy Sĩ

#### Phiên bản sản xuất theo giấy phép

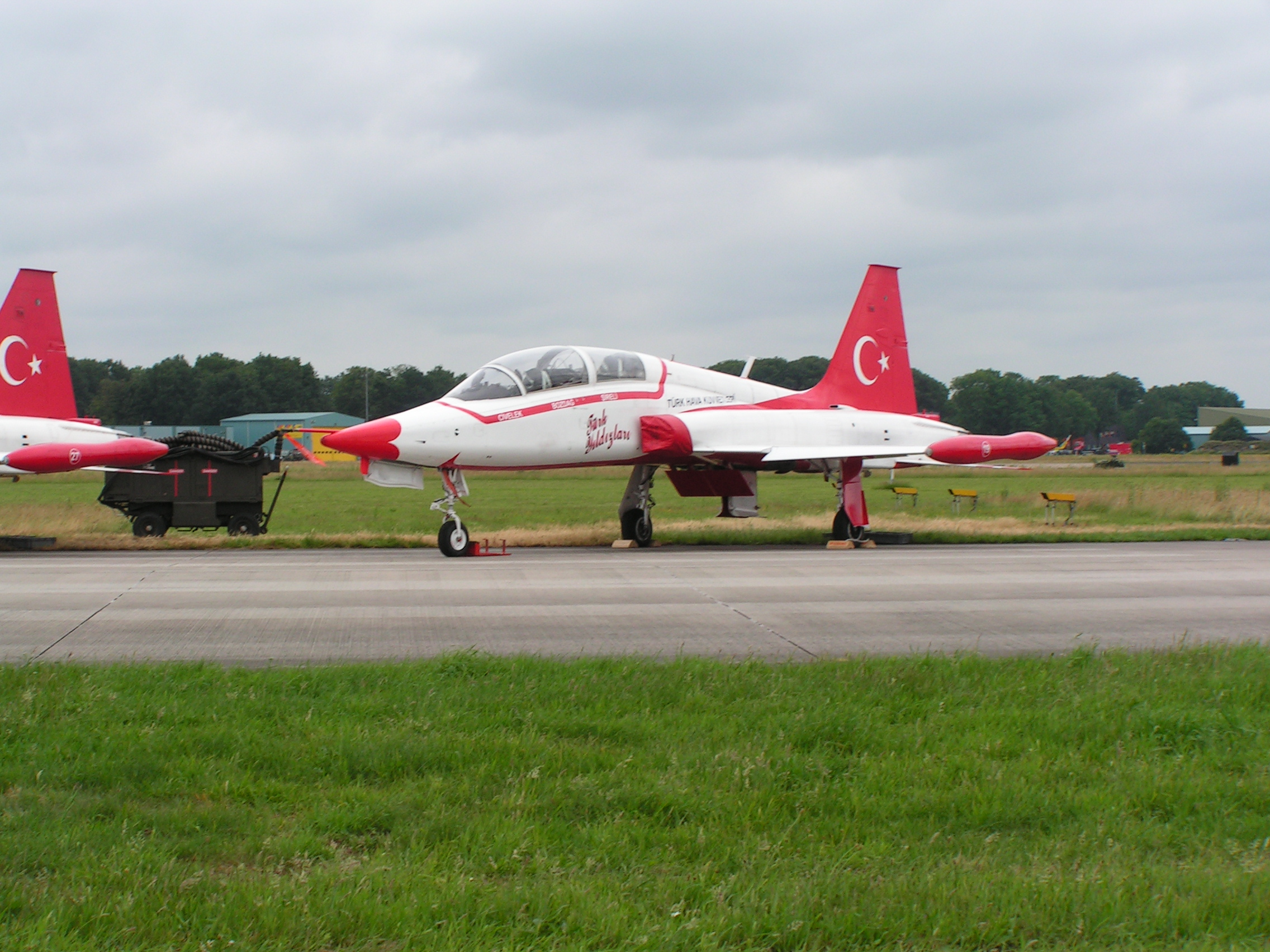
NF-5 thuộc đội biểu diễn trên không Turkish Stars.

CF-5APhiên bản tiêm kích một chỗ cho Lực lượng vũ trang Canada. Chế tạo theo giấy phép tại Canada bởi hãng Canadair với tên gọi CF-116 Freedom Fighter. Tên gọi của Canada là CF-116A. 89 chiếc.
CF-5A(R)Phiên bản trinh sát một chỗ của CF-5A. Chế tạo với số lượng rất nhỏ cho Lực lượng vũ trang Canada. Tên gọi của Canada là CF-116A(R).
CF-5DPhiên bản huấn luyện hai chỗ của Canada. Tên gọi của Canada là CF-116D. 46 chiếc.
NF-5APhiên bản tiêm kích một chỗ của CF-5A cho Không quân Hoàng gia Hà Lan. 75 chiếc.
NF-5BPhiên bản huấn luyện hai chỗ của CF-5D cho Hà Lan. 30 chiếc.
SF-5APhiên bản tiêm kích một chỗ của F-5A cho Không quân Tây Ban Nha. Do hãng CASA của Tây Ban Nha chế tạo.
SRF-5APhiên bản trinh sát một chỗ của RF-5A cho Tây Ban Nha. Hãng CASA chế tạo.
SF-5BPhiên bản huấn luyện hai chỗ của F-5B cho Tây Ban Nha.
VF-5APhiên bản tiêm kích một chỗ CF-5A cho Không quân Venezuela. Tên gọi này được sử dụng cho những máy bay Canadair CF-116 nào được bán cho Venezuela.
VF-5DPhiên bản huấn luyện hai chỗ của CF-5D cho Venezuela.
KF-5EF-5E do Hàn Quốc chế tạo cho Không quân Hàn Quốc.
KF-5FF-5F do Hàn Quốc chế tạo cho Không quân Hàn Quốc.

#### Phiên bản sản xuất không theo giấy phép

F-5E Không quân Iran

AzarakhshF-5E do Iran chế tạo với những cải tiến chưa được nhận biết ở cánh.
Sa'eqehF-5E cải tiến của Iran, có hai cánh thăng bằng thẳng đứng.

### Những máy bay bắt nguồn từ F-5
Thiết kế của F-5 đã được sử dụng để tạo ra hai mẫu máy bay:

#### YF-17 Cobra
F-5 cũng là điểm xuất phát cho một loạt những thiết kế mở rộng. Bắt đầu từ F-5E, Northrop đã phát triển N-300, sau đó là thiết kế P530 kết hợp mở rộng gờ trước cánh máy bay (LERX), và thân và cánh lớn hơn, và động cơ mạnh hơn. Kết quả cuối cùng là YF-17 Cobra, một đối thủ trong chương trình Máy bay tiêm kích hạng nhẹ, và là nền tảng ban đầu để phát triển nên F/A-18 Hornet.

#### F-20 Tigershark
F-5 đã được xem từ lâu như một máy bay tiêm kích không thích hợp sử dụng ở tiền tuyến của lực lượng vũ trang Mỹ. Northrop đã thử phát triển một phiên bản tiên tiến của F-5E, có tên gọi lúc đầu là F-5G, như một đối thủ xuất khẩu cạnh tranh của F-16 Fighting Falcon. F-5G sau đó được đổi tên thành F-20 Tigershark. Nó nhận được những quan tâm như một giải pháp tốn ít chi phí nhưng có năng lực tương đương với những phiên bản đầu của F-16 (và cao cấp hơn phiên bản chưa bao giờ xuất khẩu F-16/79), nhưng nó chưa bao giờ được xem là thiết kế máy bay tiêm kích mới với chi phí thấp.

## Các quốc gia sử dụng
Áo
- Không quân Áo: Mượn từ Thụy Sĩ

 Bahrain
- Không quân Hoàng gia Bahrain

 Botswana

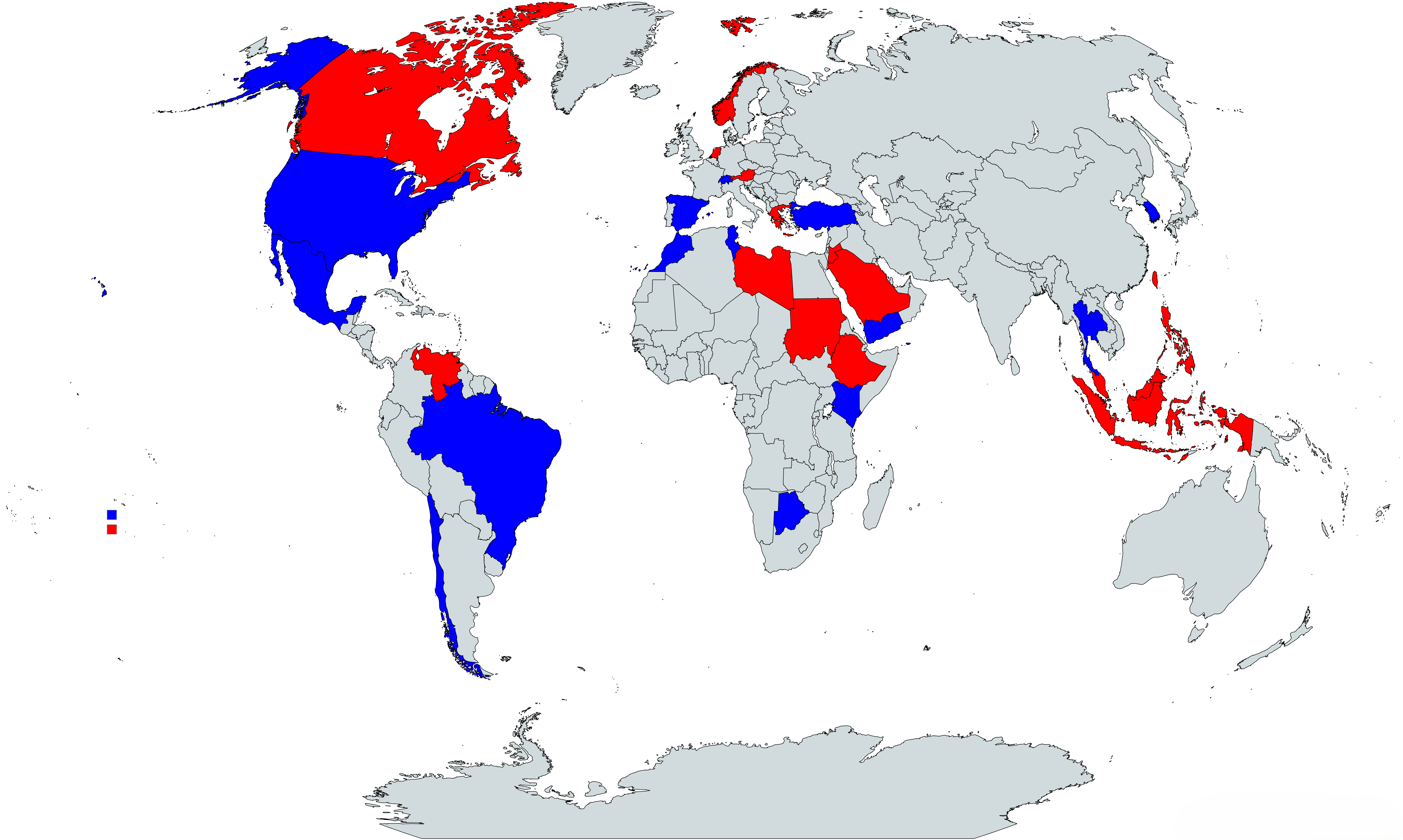
Bản đồ các quốc gia sử dụng Northrop F-5 Tiger (màu đỏ: sử dụng trong quá khứ)

- Lực lượng Không đoàn Phòng thủ Botswana

 Brasil
- Không quân Brasil

 Canada
- Bộ chỉ huy Lực lượng trên không Canada

 Chile
- Không quân Chile

 Ethiopia
- Không quân Ethiopia

 Hy Lạp
- Không quân Hy Lạp

 Honduras
- Không quân Honduras

 Indonesia
- Không quân Indonesia

 Iran
- Không quân Cộng hòa Hồi giáo Iran

 Jordan
- Không quân Hoàng gia Jordan

 Kenya
- Không quân Kenya

 Libya
- Không quân Libya

 Malaysia
- Không quân Hoàng gia Malaysia

 México

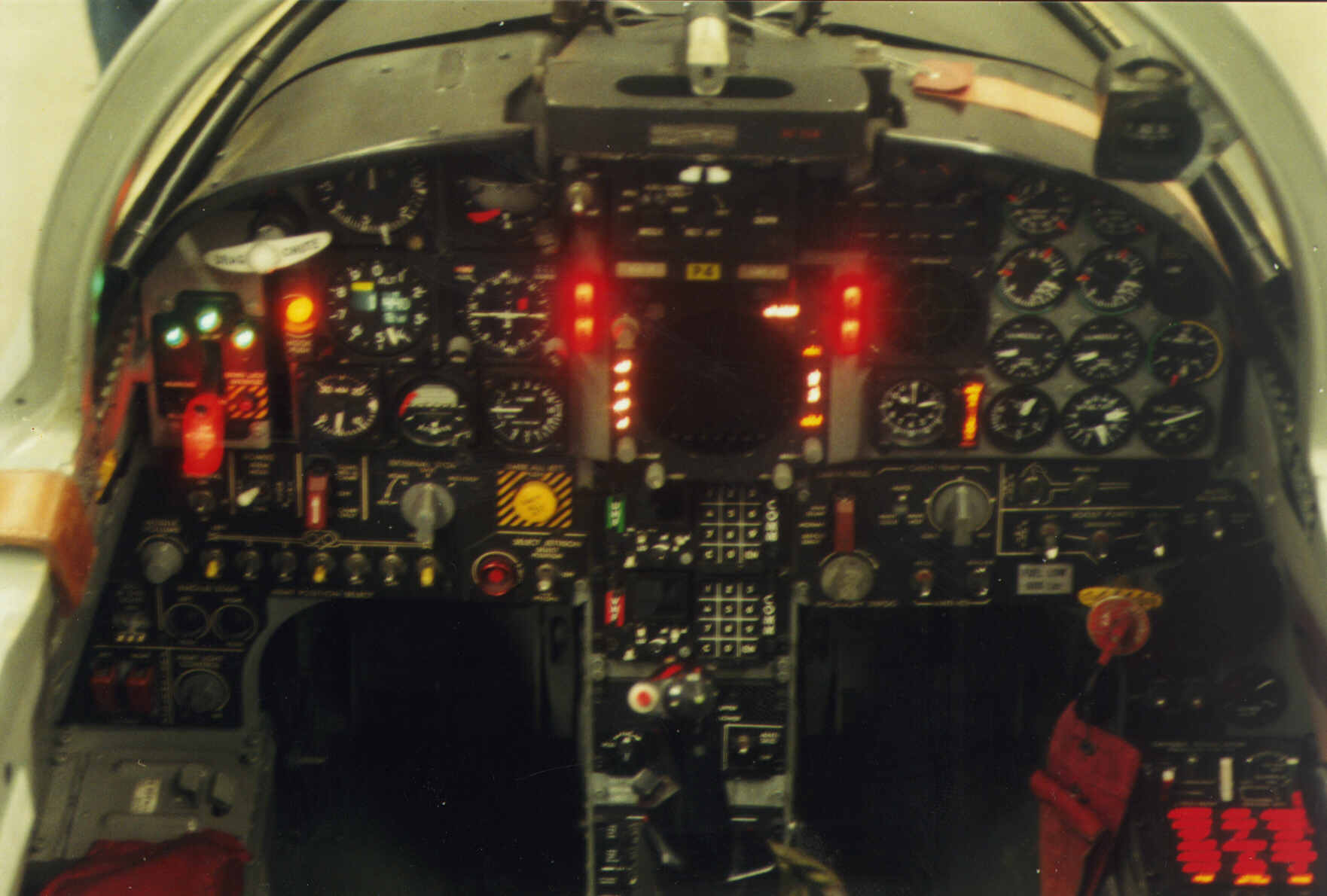
Buồng lái của F-5E

- Không quân México: Sử dụng 6 chiếc F-5E và 2 chiếc F-5F

 Maroc
- Không quân Hoàng gia Maroc

 Hà Lan
- Không quân Hoàng gia Hà Lan

 Na Uy
- Không quân Hoàng gia Na Uy

 Pakistan
- Không quân Pakistan: Sử dụng F-5 mượn từ các nước khác trong chiến tranh với Ấn Độ.

 Philippines
- Không quân Philippines: Hầu hết F-5 đã ngừng sử dụng vào cuối năm 2006, trừ 52 F-5B để nâng cấp cải tiến - TBD

 Trung Hoa Dân Quốc

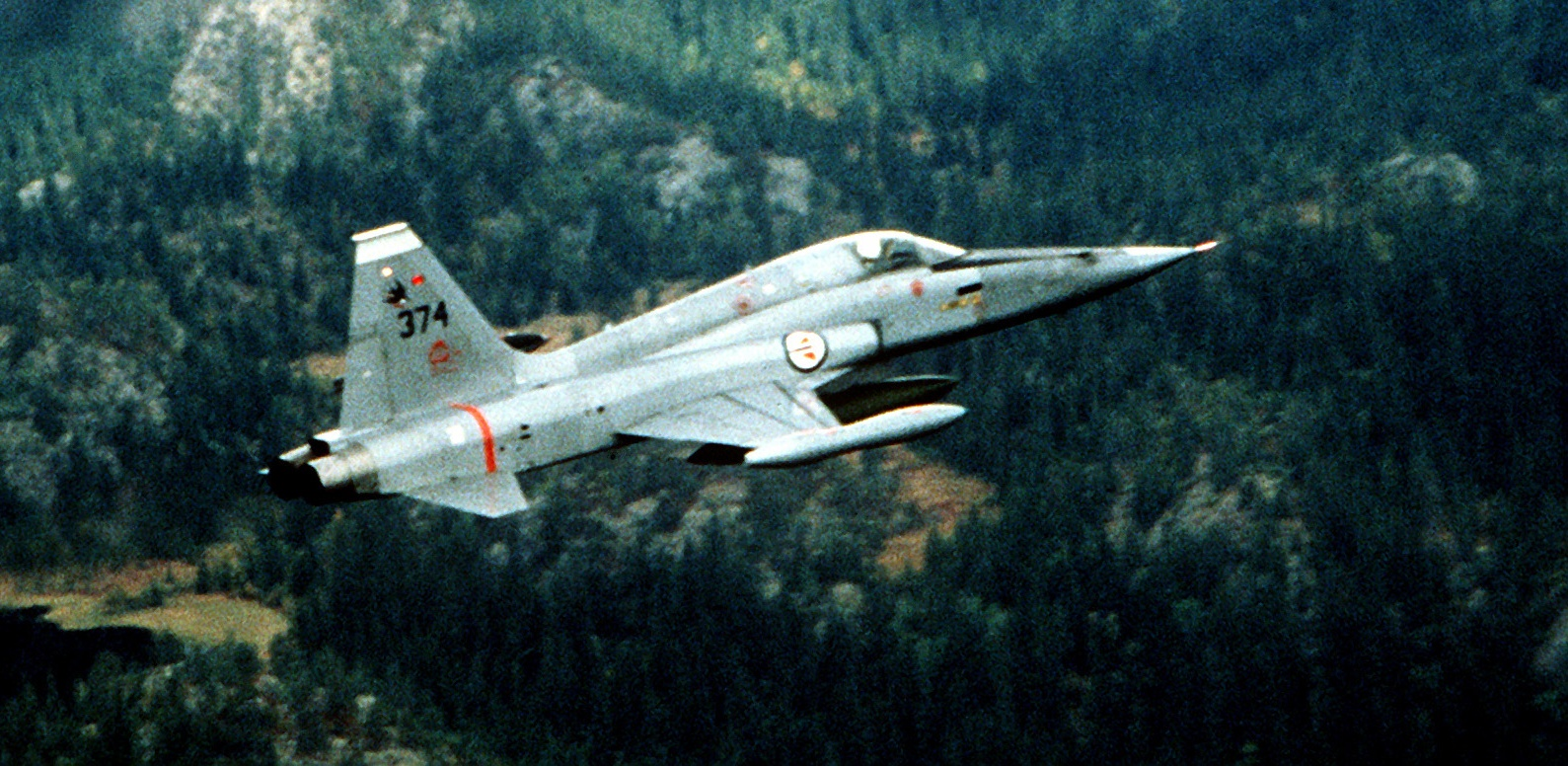
F-5A Tiger Na Uy

- Không quân Cộng hòa Trung Hoa: F-5A/B được chuyển giao đầu tiên vào năm 1965. Từ năm 1973 đến năm 1986, Đài Loan đã sản xuất 308 chiếc F-5E/F theo giấy phép sản xuất. Những lô sau đó đã có kiểu F-20 làm dẹt phần mũi và LERX mở rộng.[8]

 Hàn Quốc
- Không quân Hàn Quốc

 Ả Rập Xê Út
- Không quân Hoàng gia Saudi

 Singapore
- Không quân Cộng hòa Singapore

 Tây Ban Nha
- Không quân Tây Ban Nha

Việt Nam Cộng hòa
- Không lực Việt Nam Cộng hòa

 Việt Nam
- Không quân Nhân dân Việt Nam (sử dụng những chiếc chiếm được từ Việt Nam Cộng hòa)

 Thụy Sĩ
- Không quân Thụy Sĩ

 Thái Lan
- Không quân Hoàng gia Thái Lan: F-5A/B/E đã ngừng hoạt động từ năm 2011 và được thay thế bằng JAS 39 Gripen. F-5T Tigris hiện vẫn đang hoạt động.

 Tunisia
- Không quân Tunisia

 Thổ Nhĩ Kỳ
- Không quân Thổ Nhĩ Kỳ

 Hoa Kỳ
- Không quân Hoa Kỳ
- Thủy quân lục chiến Hoa Kỳ
- Hải quân Hoa Kỳ

 Venezuela
- Không quân Venezuela

 Yemen
- Không quân Yemen

## Thông số kỹ thuật (F-5E Tiger II)
Dữ liệu lấy từ Quest for Performance

### Đặc điểm riêng
- Phi đoàn: 1
- Chiều dài: 47 ft 4¾ in (14.45 m)
- Sải cánh: 26 ft 8 in (8.13 m)
- Chiều cao: 13 ft 4½ in (4.08 m)
- Diện tích cánh: 186 ft² (17.28 m²)
- Cánh: gốc-NACA 65A004.8, đầu-NACA 64A004.8
- Trọng lượng rỗng: 9.558 lb (4.349 kg)
- Trọng lượng cất cánh: 15.745 lb (7.142 kg)
- Trọng lượng cất cánh tối đa: 24.664 lb (11.187 kg)
- Động cơ: 2× General Electric J85-GE-21B, 3.500 lbf (15.5 kN) và 5.000 lbf (22.2 kN) khi đốt nhiên liệu phụ trội
- Hệ số kéo lực nâng Zezo: 0.0200
- Diện tích kéo: 3.4 ft² (0.32 m²)
- Tỷ lệ hướng: 3.86
- Nhiên liệu chứa trong: 677 US gal (2.563 L)
- Nhiên liệu chứa ngoài: 275 US gal (1.040 L)/thùng cho 3 thùng

### Hiệu suất bay
- Tốc độ bay
  - Tốc độ tối đa: Mach 1,63 (1.741 km/h; 1.082 mph) ở độ cao 36.000 ft (11.000 m)
  - Tốc độ hành trình : Mach 0,98 (1.050 km/h; 650 dặm/giờ) ở độ cao 36.000 ft (11.000 m)
  - Tốc độ tiết kiệm nhiên liệu : Mach 0,8 (850 km/h; 530 dặm/giờ) ở độ cao 36.000 ft (11.000 m)
  - Tốc độ dừng: 124 kn (143 dặm/giờ, 230 km/giờ) 50% nhiên liệu bên trong, cánh tà và bánh xe mở rộng
- Tầm bay xa của máy bay : 2.010 nmi (2.310 dặm, 3.720 km)
- Phạm vi bay (dự trữ 20 phút): 1.385 nmi (1.594 mi; 2.565 km)
- Bán kính chiến đấu: 760 nmi (870 mi, 1.405 km)
- Bán kính chiến đấu (20 phút dự trữ): 120 nmi (140 mi; 220 km) với 2x Sidewinders + 5.200 lb (2.400 kg) vật liệu, với 5 phút chiến đấu ở mức tối đa ở mực nước biển
- Trần bay: 51.800 ft (15.800 m)
- Vận tốc bay lên cao: 34.400 ft/min (175 m/s)
- Lực nâng của cánh: 133 lb/sq ft (650 kg/m2) maximum
- Tỷ lệ lực nâng-kéo: 10 : 1
- Đường băng chạy đà cất cánh: 2.000 ft (610 m) với hai Sidewinder ở mức 15.745 lb (7.142 kg)
- Cất cánh đến độ cao tới 50 ft (15 m): 2.900 ft (884 m) với hai Sidewinder ở mức 15.745 lb (7.142 kg)
- Đường băng chạy đà hạ cánh từ 50 ft (15 m): 3.701 ft (1.128 m) không có phanh-máng
- Đường băng chạy đà hạ cánh từ 50 ft (15 m): 2.500 ft (762 m) có máng phanh

### Vũ khí
- Pháo: 2× khẩu 20 mm Pontiac M39A2 ở mũi, 280 viên/khẩu fighter only
- Bom:
  - M129 Leaflet
  - 500 lb (225 kg) Mk82
  - 2.000 lb (900 kg) Mk84
  - Bom chùm CBU-24/49/52/58
- Tên lửa:
- Tổng cộng 7.000 lb (3.200 kg).
  - AIM-7 Sparrow
  - AIM-9 Sidewinder
  - AGM-65 Maverick
  - AIM-120 AMRAAM

## Văn hóa đại chúng
- Apocalypse Now với cảnh 4 chiếc F-5 thả bom napalm trên chiến trường. Chúng là các máy bay của Không quân Philippines, họ đã cung cấp nhiều máy bay, kể cả trực thăng cho phim. Những máy bay này được vẽ cờ Mỹ trong phim.
- Top Gun, một số chiếc F-5E và F-5F đóng giả làm MiG-28 chiến đấu với những chiếc F-14 Tomcat của hải quân Mỹ.

## Nội dung liên quan

### Máy bay có cùng sự phát triển
- CF-116 Freedom Fighter
- F/A-18 Hornet
- F-20 Tigershark
- Grumman X-29
- T-38 Talon
- YF-17 Cobra
- SSBD Demonstrator

### Máy bay có tính năng tương đương
- Aeritalia G.91
- Dassault Étendard
- MiG-21 Fishbed

### Trình tự thiết kế
- F-2 - F-3 - F-4 Phantom II - F-5 - F-6 - F-7 - F-8

### Danh sách
- Danh sách máy bay quân sự của Hoa Kỳ
- Danh sách máy bay tiêm kích